# Српска народна гарда Котор
Српска народна гарда у Котору је основана 1862. године.
| „ | Српска народна гарда, та једина српска установа у Боки Которској под оружјем, која је у томе погледу сачувала чисто народни карактер, навршује ове године педесет година од како постоји. | ” |

 - Пише Цетињски вјесник
- Српска народна гарда Котор - застава
- Српска народна гарда Котор - амблем
- Српска народна гарда Котор
- Српска народна гарда у Котору
- Српска народна гарда Котор
- Српска народна гарда Котор
- Српска народна гарда Котор
- Традиционална ношња у Боки которској
- Детаљ са Традиционалне ношње у Боки которској
- Српска народна гарда Котор, сердар Марко Мијушковић
- Официри српске војске по којима је СНГ изградила калпаке